# نفتالي هرتس إيمبر
نفتالي هرتس أمبر (بالعبرية: נפתלי הרץ אימבר) شاعر يهودي صهيوني نمساوي (1845 – 8 أكتوبر 1909). مؤلف قصيدة «هاتيكفا» (بالعبرية:את התקווה) (الأمل) التي أصبحت نشيد دولة إسرائيل الوطني.

## النشأة
ولد إيمبر في مدينة زولوتشيف التي كانت خاضعة لسيطرة الإمبراطورية النمساوية (تابعة حالياً لأوكرانيا) بدأ كتابة الشعر في سن العاشرة وتلقى علومه في مدرسة محلية حيث نمت موهبته الشعرية وأكمل دراسته في نفس المجال. كتب قصيدة باسم النمسا مهداة إلى الإمبراطور فرانس جوزيف الذي منحه جائزة مكافئة له. عندما بلغ الثامنة عشرة، بدأ يتجول في أنحاء أوروبا في صربيا ورومانيا والمجر انتقل إلى فلسطين عام 1882 كسكرتير للسيد لورنس أوليفانت.
عام 1887 عاد إلى أوروبا وعاش في لندن ثم أخذ في الترحال مرة أخرى وسافر إلى الهند وانتهى به المطاف في الولايات المتحدة عام 1892. وصف بانه «شاعر عبري متشرد وسكير» أعلن ان آلهته المفضلة هيبي (هيبي (ميثولوجيا)) وباخوس (ديونيسوس).

## مؤلفاته
بتشجيع من لورنس أوليفانت، دئب نفتالي على مواصلة كتاباته الشعرية فكتب قصيدة حراس الأردن تعبيراً عن إعجابه الكبير باليهود الجدد الذين قابلهم خلال تجواله في فلسطين. عام 1886 في القدس قام بنشر أول كتب قصائد له بعنوان نجم الصباح. أحد قصائد الكتاب كانت قصيدة «أملنا» _ «تكفانوه» (بالعبرية: שלנו תקווה) التي كتبت أول نسخة منها عام 1877 في رومانيا وأصبحت النشيد الصهيوني ومن ثم أصبحت فيما بعد النشيد الوطني لإسرائيل باسم «هتكفاه» _ (بالعبرية:את התקווה). كما قام بترجمة عمر الخيام إلى اللغة العبرية.

## وفاته
توفي في نيويورك عام 1909 نتيجة للتأثيرات المزمنة لإدمان الكحول. ونقل جثمانه إلى القدس عام 1953.

## وصلات خارجية
- نفتالي هرتس إيمبر على موقع الموسوعة البريطانية (الإنجليزية)
- نفتالي هرتس إيمبر على موقع ميوزك برينز (الإنجليزية)